# Xeromphalina orickiana
Xeromphalina orickiana är en svampart som först beskrevs av A.H. Sm., och fick sitt nu gällande namn av Rolf Singer 1951. Xeromphalina orickiana ingår i släktet Xeromphalina och familjen Mycenaceae.   Inga underarter finns listade i Catalogue of Life.